# 분다촌
분다촌(分田村)은 니가타현 기타칸바라군에 있던 촌이다. 

## 역사
- 1889년 4월 1일 - 정촌제 시행에 수반해 기타칸바라군 분다촌이 성립하였다.
- 1955년 4월 15일 - 스이바라정, 호리코시촌과 합병해 스이바라정이 신설되어 소멸하였다.

## 교통

### 도로
- 아이즈 가도 (2급 국도 국도 제115호선, 현・국도 제49호선)

## 참고문헌
- 『市町村名変遷辞典』東京堂出版、1990年